# Église de Paateri
L'église de Paateri (en finnois : Paaterin kirkko) est une église située à Lieksa en Finlande .

## Description

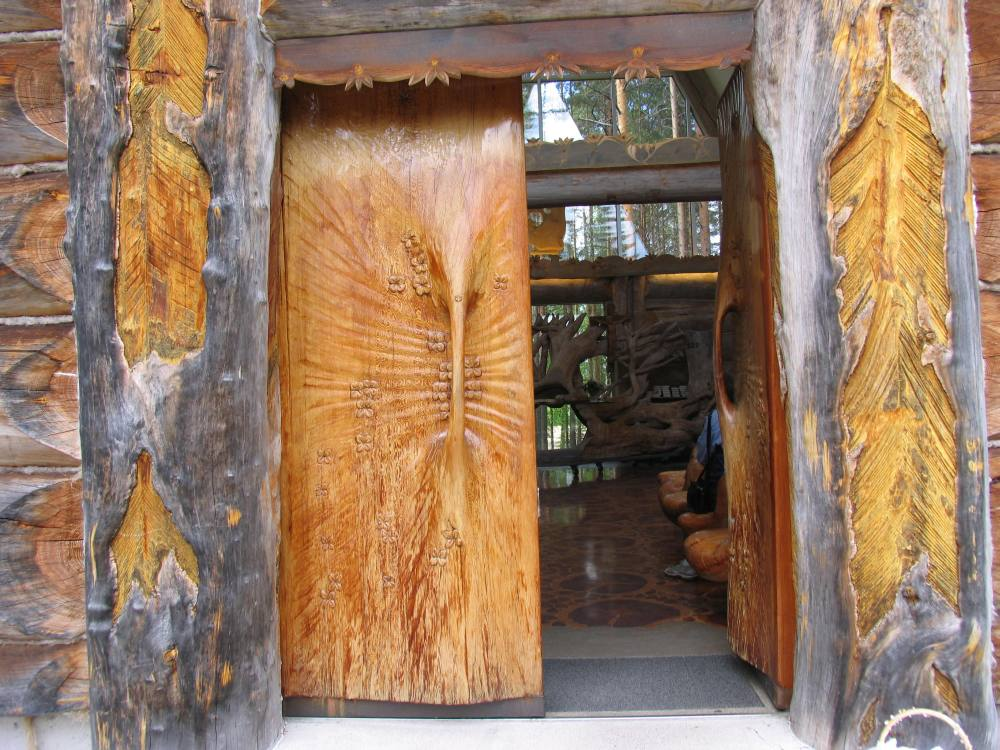
Le portail

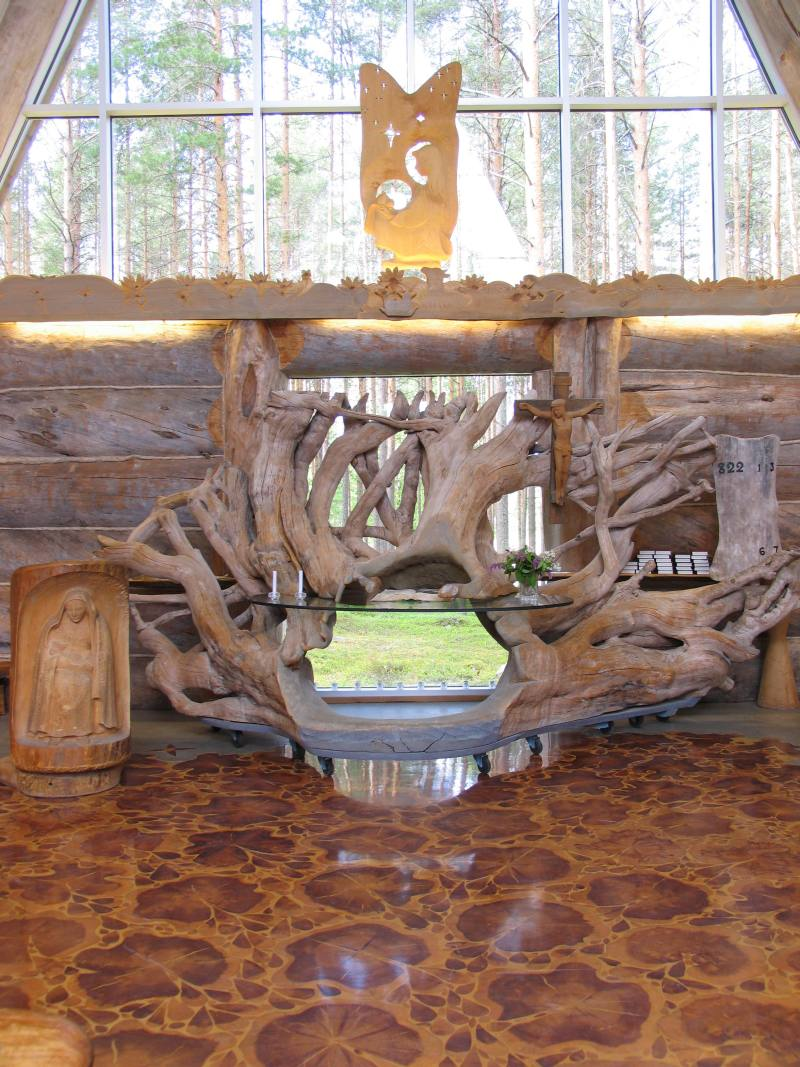
L'autel